# Naujoji Akmenė
Naujoji Akmenė anhörenⓘ (deutsch Neu Akmenen) ist eine Stadt und Sitz der Rajongemeinde Akmenė (Akmenės rajono savivaldybė) im Norden Litauens unweit der Grenze zu Lettland. Der Stadtname bedeutet Neu-Akmene – es handelt sich hierbei um eine neu angelegte Planstadt in Verbindung mit Industrieansiedlungen. Es gibt dort ein großes Zementwerk. Früher wurden Asbestprodukte hergestellt, jetzt anstelle von Asbestbedachungen Eternit-Produkte.
1962 wurde die damalige Kreisverwaltung von Akmenė nach Naujoji Akmenė verlegt. Mit der litauischen Verwaltungsreform von 1995 wurden die Selbstverwaltungsgemeinden geschaffen, deren Zuschnitt sich stark an den vorherigen Rajons orientiert. Dadurch wurde aus dem Kreis eine Rajongemeinde.

## Sehenswürdigkeiten
- Die katholische Heilig-Geist-Kirche wurde 1998 erbaut.
- Kulturpalast Naujoji Akmenė, erbaut von 1956 bis 1958 im Stil des Sozialistischen Klassizismus[1]

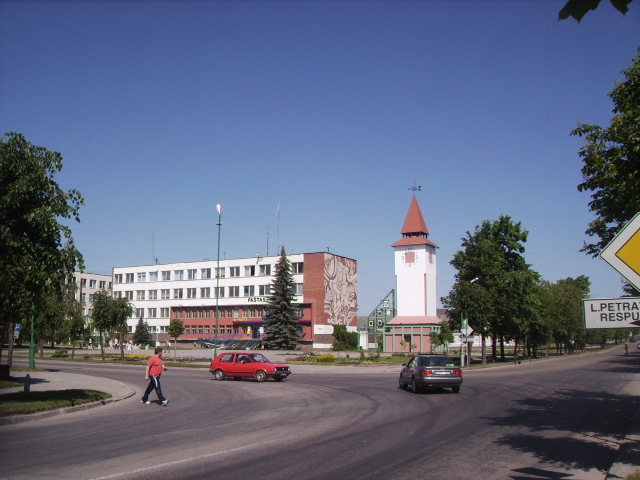
Ortszentrum mit Uhrenturm
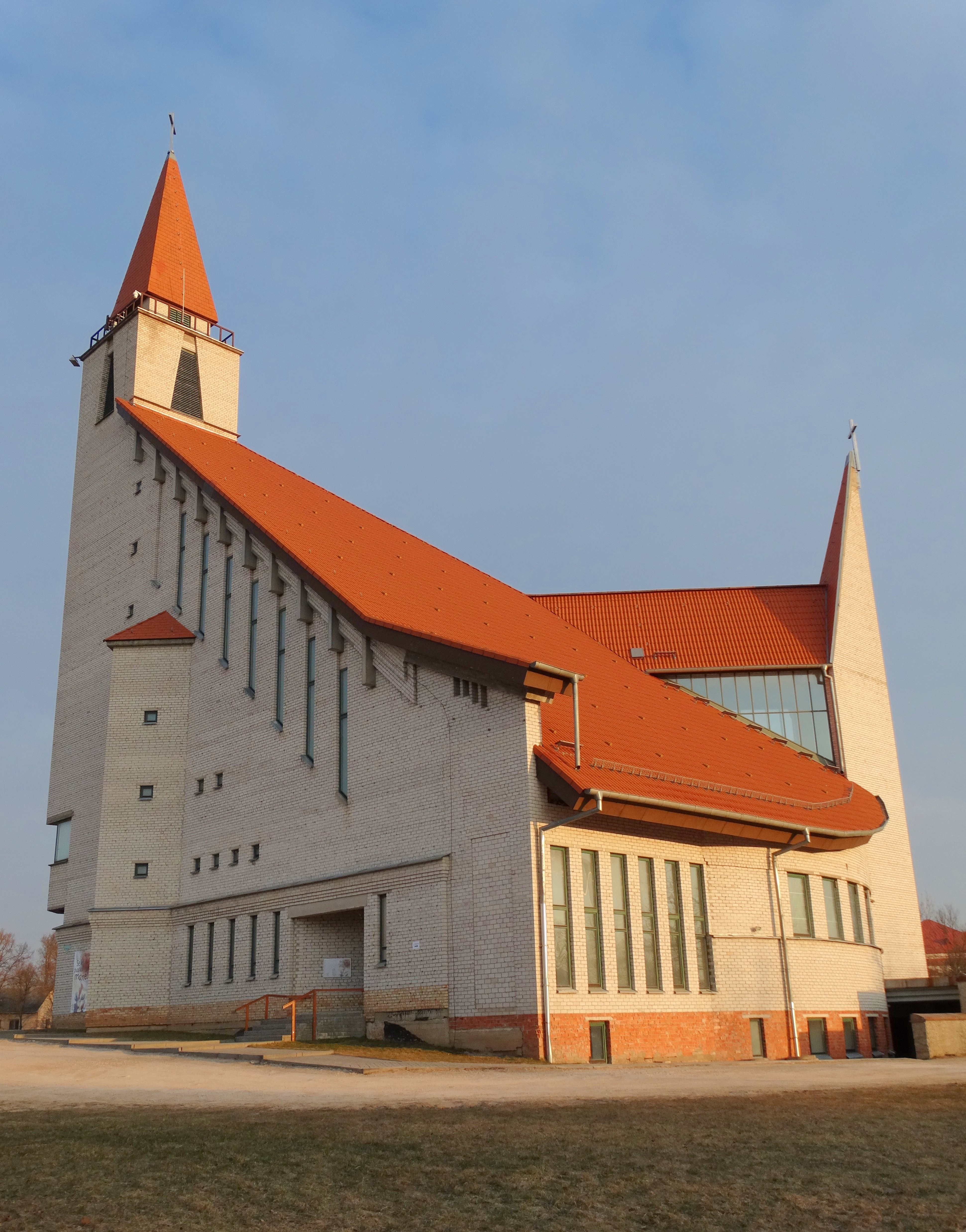
Heilig-Geist-Kirche
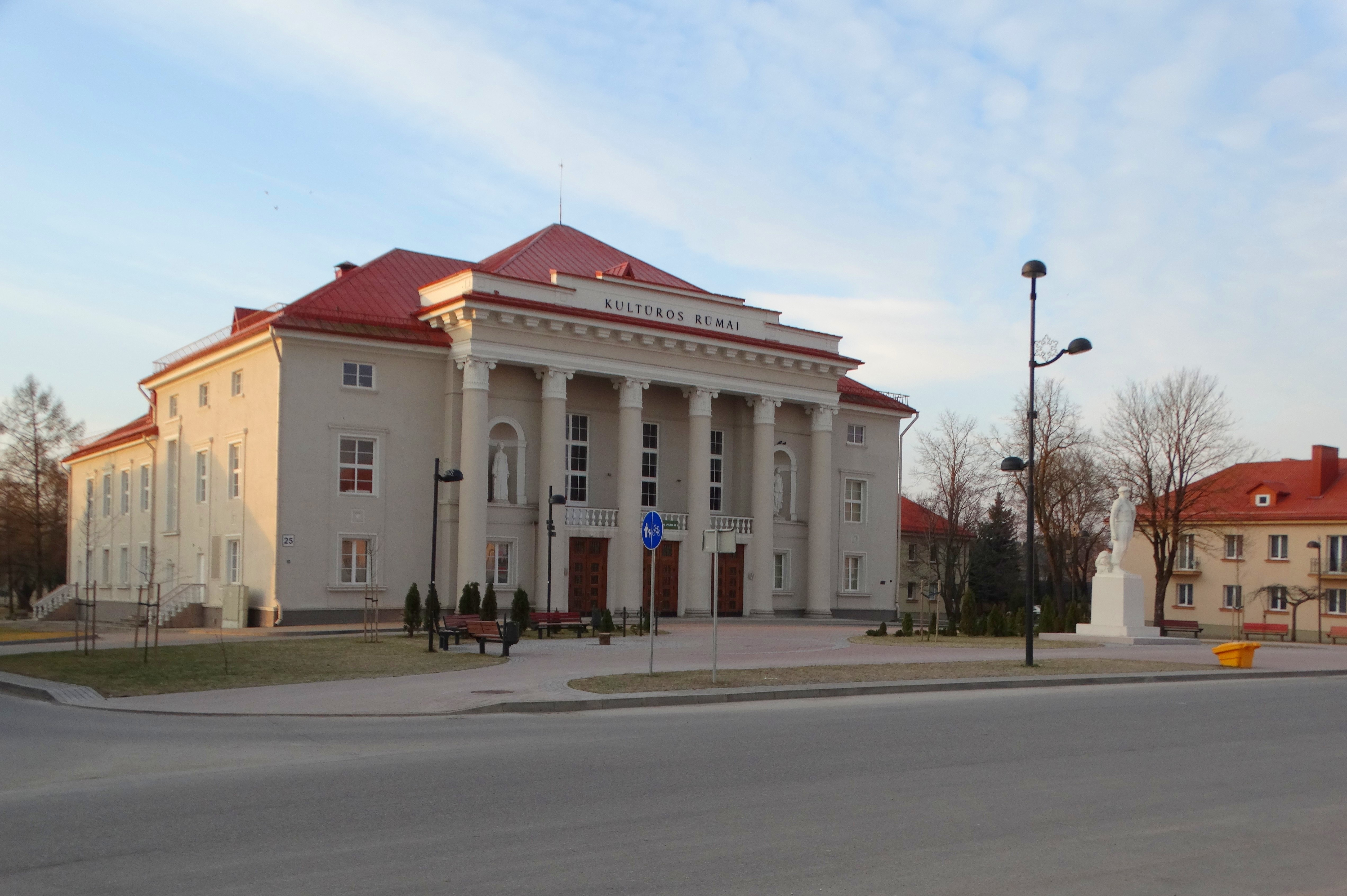
Kulturpalast Naujoji Akmenė

## Persönlichkeiten
- Romas Jarockis (1963–2020), Archäologe und Politiker
- Edita Pučinskaitė (* 1975), Radrennfahrerin